# 5237 Yoshikawa
5237 Yoshikawa eller 1990 UF3 är en asteroid i huvudbältet som upptäcktes den 26 oktober 1990 av den japanska astronomen Takeshi Urata vid Nihondaira-observatoriet. Den är uppkallad efter Katsunori Yoshikawa.
Asteroiden har en diameter på ungefär 13 kilometer och den tillhör asteroidgruppen Flora.